# Onthophagus naaroon
Onthophagus naaroon es una especie de insecto del género Onthophagus, familia Scarabaeidae, orden Coleoptera.

## Historia
Fue descrita científicamente por Masumoto en 1990.